# Clément Bourgeois
Pour les articles homonymes, voir Bourgeois.
Pas d'image ? Cliquez ici

a Compétitions nationales et continentales officielles uniquement.

Dernière mise à jour le 8 octobre 2019.
Clément Bourgeois, né le 18 juillet 1991 à Cherbourg, est un joueur français de rugby à XV qui évolue au poste de talonneur.

## Biographie
Clément Bourgeois arrive en 2009 à la Section paloise sous contrat espoir. Il débute avec l'équipe première en 2011.

## Clubs successifs
- 2011-2015 : Section paloise
- 2015-2016 : US Montauban

## Palmarès

### Équipe nationale
- International -20 ans : 
  - 2010 : participation au tournoi des 6 nations, 4 sélections.
  - 9 sélections en 2010-2011
  - 1 essais (5 points)